# Rauma (miasto)
Rauma (szw. Raumo) – miasto w południowo-zachodniej Finlandii, w prowincji Finlandia Zachodnia, port nad Zatoką Botnicką. Mieszkańcy posługują się własnym dialektem języka fińskiego.
Stare centrum miasta – Vanha Rauma (Stara Rauma) zostało wpisane na listę UNESCO w 1991 ze względu na doskonale zachowaną drewnianą zabudowę historyczną.

## Gospodarka
W mieście rozwinął się przemysł skórzano-obuwniczy, celulozowo-papierniczy, stoczniowy, zbrojeniowy oraz chemiczny.

## Geografia
Rauma jest piątym co do wielkości portem morskim Finlandii, znajdują się tu też zakłady okrętowe, jednak główną gałęzią gospodarki w mieście jest przemysł związany z okolicznymi lasami, w miejscowości i na jej obrzeżach znajdują się m.in. liczne tartaki fabryka celulozy. Duże znaczenie odgrywa także eksport drewna poprzez port.
Po gwałtownym zwiększaniu się liczby mieszkańców po II wojnie światowej, w latach 90. XX wieku, w związku z kryzysem gospodarczym w Finlandii, liczba mieszkańców miasta zaczęła spadać, na skutek migracji do większych miast, głównie Helsinek. Mimo przełamania kryzysu gospodarczego, Rauma nadal się wyludnia.
Liczba mieszkańców (stan na 31 grudnia):
| - 1987 – 30.757 - 1990 – 38.372 - 1997 – 37.654 | - 2000 – 37.190 - 2002 – 37.034 - 2004 – 36.673 |

## Historia
Rauma, założona w 1442, jest jednym z najstarszych miast w Finlandii.
W 1550 z placu Helsińskiego w Raumie wyruszyła na rozkaz króla szwedzkiego Gustawa I Wazy wyprawa, mająca na celu założenie miasta Helsinki.

## Zabytkowa dzielnica Raumy (Vanha Rauma)
Miasto Rauma zostało zbudowane wokół klasztoru franciszkanów z połowy XIV wieku. Drewniane zabudowania miasta zostały doszczętnie zniszczone podczas pożaru pod koniec XVII wieku, a następnie odbudowane. W granicach Starej Raumy przetrwało 600 XVIII-wiecznych budynków drewnianych, głównie domów mieszkalnych, sklepów i warsztatów rzemieślniczych. Większość zabudowań utrzymana jest w stylu neorenesansowym, który obrano podczas masowej akcji renowacyjnej w latach 1890. Jedynie część budynków zachowała pierwotny XVIII-wieczny charakter.
Zachowały się również kościół klasztoru franciszkanów z połowy XV wieku pod wezwaniem św. Krzyża, a także ratusz z XVIII wieku.

## Zabytki
- muzeum koronkarstwa

## Sport
- Rauman Lukko (w skrócie Lukko) – klub hokejowy
- Rauma to rodzinne miasto Miki Kojonkoskiego, trenera skoków narciarskich.
- Sebastian Aho - hokeista

## Miasta partnerskie
- Gjøvik, Norwegia
- Næstved, Dania
- Gävle, Szwecja
- Álftanes, Islandia
- Kołpino, Rosja
- Kaposvár, Węgry

## Galeria

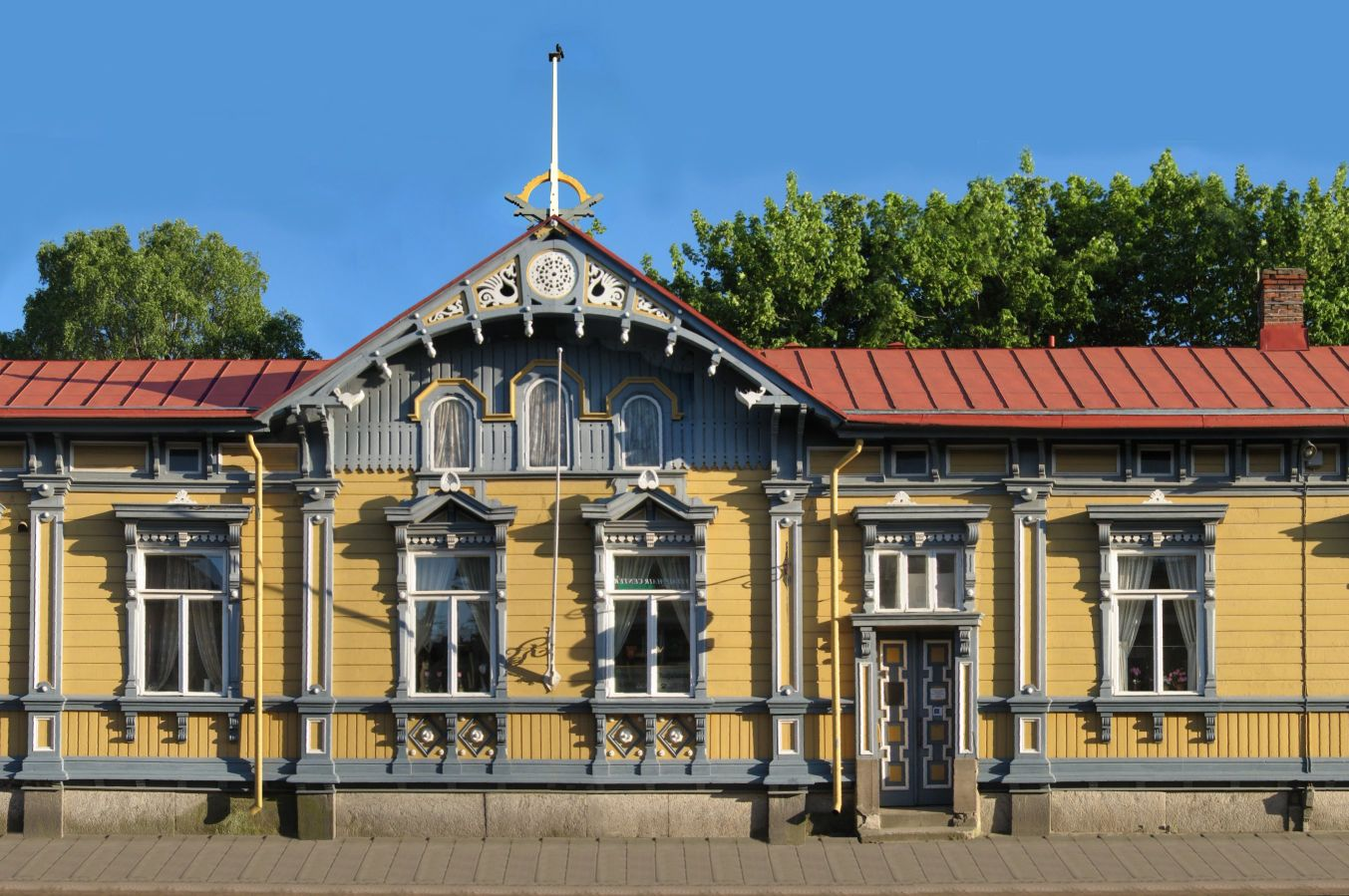
Zabytkowy drewniany dom w centrum Raumy
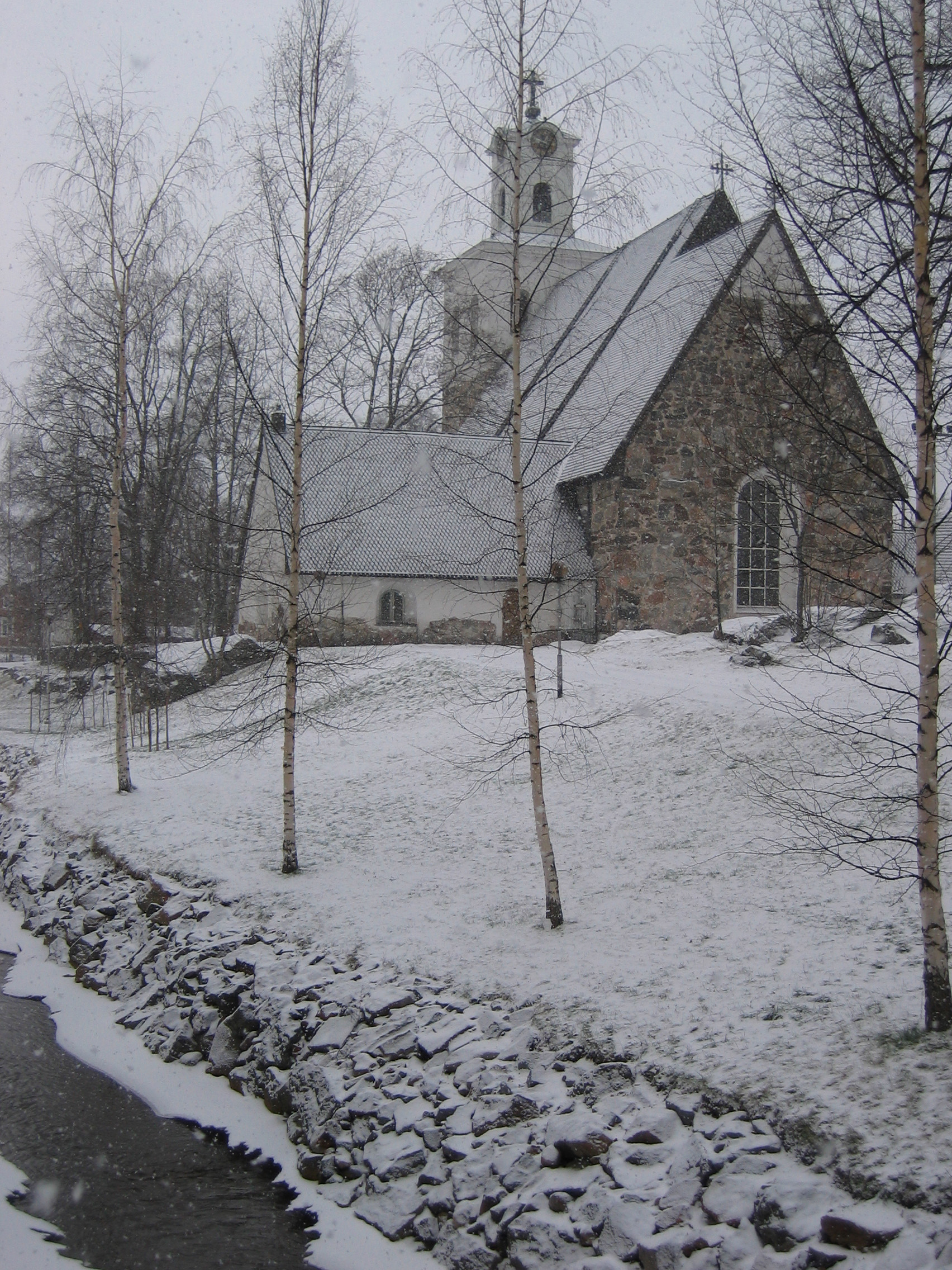
Kościół św. Krzyża z 1449